# Sakwap-mana Mons
Il Sakwap-mana Mons è una struttura geologica della superficie di Venere.